# エレーヌ・ラポルト
エレーヌ・ラポルト（Hélène Laporte, 1978年12月29日）は、フランスの政治家。国民連合所属の国民議会議員、国民議会副議長、国民連合副党首。
欧州議会議員、アイデンティティと民主主義欧州議会フランス代表団代表、ヌーヴェル＝アキテーヌ地域圏議会議員を歴任した。

## 来歴

### 家庭と学歴
1978年12月29日にロット＝エ＝ガロンヌ県のヴィルヌーヴ＝シュル＝ロットで生まれた。国民戦線に所属していた祖父ジャック・ラポルトは、1997年フランス議会総選挙に出馬した。母のイザベル・ラポルトは、ヴィルヌーヴ＝シュル＝ロットの市議会議員を務めている。
法学士と経済学士を取得した後、財務アナリストとファイナンシャル・アドバイザーを務めた。整形外科の医者と結婚し、二人の子供を持っている。

## 政界

### ヌーヴェル＝アキテーヌ地域圏議会議員
国民戦線に入党してから1年、彼女は夫の名字を使い2015年フランス地域圏議会選挙に出馬した。当選し、ヌーヴェル＝アキテーヌ地域圏議会議員に選出した。

### 2017年総議員選挙
2017年議会総選挙の際、ロット＝エ＝ガロンヌ県第2区に立候補した。だが、第二回投票で共和国前進のアレクサンドル・フレシに6470の票差で敗れた。

### 国民連合の執行部
2020年7月、彼女は党のアイデンティタリアニズムに近い思想を持つ役員と一緒に、国民連合選挙管理委員会から追放された。
2021年7月、党の執行部に入る。国民連合の執行部にはこれまで男性しかいなかった。
2022年1月、彼女はアイデンティティと民主主義のフランス代表団代表に任命された。
2022年11月5日、パリで開かれた党大会で国民連合の副党首に任命された。

### 国民議会
2022年議会総選挙の際、ロット＝エ＝ガロンヌ県第2区に立候補した。第一回投票では、16516票を獲得し1位になった。第二回投票では、投票数の39.44%を獲得し、当選した。
2022年6月29日、国民議会で副議長を決める投票が行われた。284票を獲得して、国会の副議長に選出された。

## 所属団体・議員連盟
- フランス・デンマーク友好議員連盟（会長）（Groupe d'amitié france-danemark）[13]
- 狩猟・漁業研究会（Groupe d'études : chasse et pêche）[14]
- 馬研究会（Groupe d'études : cheval）[15]